# Innerstaden, Malmö
Innerstaden var ett stadsområde i Malmö kommun. Innerstaden bildades 1 juli 2013 ur de tidigare stadsdelsförvaltningarna Södra Innerstaden och Västra Innerstaden. Stadsområdet lades ned, tillsammans med resten av stadsområdesorganisationen, 1 maj 2017.